# New Orleans Nightcrawlers
Die New Orleans Night Crawlers sind eine mittelgroße Jazz- und Rootsband aus der Region New Orleans.

## Geschichte
Die Formation wurde 1994 von dem Pianisten Tom McDermott, dem Sousaphonisten Matt Perrine und dem Trompeter Kevin Clark gegründet, um eigene Kompositionen mit weiteren Bläsern aufzuführen. Zu den ursprünglichen Mitgliedern der Band gehörten außerdem der Trompeter Barney Floyd, Frank Oxley, Mark Morris und Peter Kaplan am Schlagzeug, Craig Klein und Rick Trolsen an den Posaunen sowie die Saxophonisten Eric Traub, Ken „Snakebite“ Jacobs und Jason Mingledorff und der Trompeter Satoru Ohashi, die zunächst in einer Reihe von anderen Formationen arbeiten, darunter bei Dr. John und den Dukes of Dixieland. In den letzten Jahren gehörten auch der Saxophonist Brent Rose sowie die Schlagzeuger Tanio Hingle und Kerry Fatman Hunter zum Ensemble. Stärker an die Tradition gebunden als die Dirty Dozen Brass Band brachten die Nightcrawlers mit erneuerter harmonischer Substanz und herausfordernden Arrangements etwas Neues in die Brass-Band-Szene von New Orleans. Solisten wie Henry Butler, Evan Christopher, Trombone Shorty und Bruce Hornsby sind mit der Gruppe aufgetreten. Die Nightcrawlers treten seit mehr als 20 Jahren regelmäßig auf dem New Orleans Jazz & Heritage Festival auf und waren sogar in einer New-Orleans-Folge von The Simpsons zu erleben. Sie tourten durch Japan, Brasilien, mehrere europäische Länder und weite Teile Amerikas und haben bis 2023 sechs Alben veröffentlicht.

## Preise und Auszeichnungen
Schon früh erhielt die Band Auszeichnungen wie einen Best of the Beat Award 1996 für das beste traditionelle Jazz-Album, 1997 einen weiteren Best of the Beat Award für das beste Brass Band-Album, einen Big Easy Award 1997 für die beste zeitgenössische Brass Band und einen weiteren Best of the Beat Award 2001 für das beste zeitgenössische Brass Band-Album. Ihr Album Atmosphere aus dem Jahr 2020 wurde mit dem Grammy Award für das beste regionale Roots-Musik-Album ausgezeichnet. Das Folgealbum Too Much to Hold war 2024 in derselben Kategorie für den Grammy nominiert.

## Diskographie
- New Orleans Nightcrawlers (Rounder Records, 1996)[3]
- Funknicity (Rounder Records, 1997)
- Live at the Old Point (Viper 2000)
- Slither Slice (Threadhead Records 2009)
- Atmosphere (Independent, 2020)
- Too Much to Hold (DK Records, 2023)